# Svartbröstad dunbena
Svartbröstad dunbena (Eriocnemis nigrivestis) är en akut utrotningshotad fågel i familjen kolibrier.

## Utseende och läten
Svartbröstad dunbena är en liten (8–9 cm) och hos hanen distinkt tecknad kolibri. Hanen är svartaktig ovan med mörkblå övre stjärttäckare. Även undersidan är svartaktig, med blåviolett strupe och undre stjärttäckare. Den stålblå stjärten är kluven. Vid benen syns de för släktet typiska vita fjädertofsarna.
Honan är glänsande bronsgrön ovan, mot övergump och övre stjärttäckare blågrön. Undersidan är guldgrön med ljusblå haka men i övrigt som hanen. Båda könen har en rak, svart näbb. Hanen kan inte förväxlas med någon annan art. Honan liknar dock glitterdunbenan, men är i mindre utsträckning kanelbrun under, blåare och mindre glansig på övre stjärttäckarna och mer vitaktiga fjäderspetsar på buken. Fågeln är mestadels tystlåten, men ibland hörs ett svagt "tzeet tzeet" vid avflog.

## Utbredning och status
Fågeln förekommer i Anderna i norra Ecuador, i provinserna Pichincha, Esmeraldas och Imbabur). Artens utbredning är mycket begränsad och beståndet uppskattas preliminärt till endast mellan 100 och 150 vuxna individer. De flesta fynd kommer från Pichinchavulkanens nordvästra sluttningar, väster om Quito. En andra population upptäcktes 2006 i Cordillera de Toisán. Den har tidigare funnits på Atacazovulkanens sluttningar och kan möjligen finnas kvar där. Dock är de senaste säkra uppgifterna om artens förekomst på Atacazo från 1898. En osäkert uppgift om att fågeln setts på Atacazo från 1983 finns. Senare efterforskningar från Atacazo har inte resulterat i några bekräftade observationer. Arten tros minska i antal till följd av habitatförlust. Från att länge ha kategoriserats som akut hotad sänkte internationella naturvårdsunionen IUCN dess hotstatus 2020 till den lägre nivån starkt hotad.